# Reinaldo Azambuja
Reinaldo Azambuja Silva (Campo Grande, 13 maggio 1963) è un politico brasiliano, governatore del Mato Grosso do Sul dal 1º gennaio 2015 al 1º gennaio 2023.
Alle elezioni del Mato Grosso do Sul nel 2014 si è candidato alla carica di governatore.
Nato a Campo Grande, Mato Grosso do Sul, figlio di Zulmira Azambuja Silva e Roberto de Oliveira Silva, ora deceduti, Reinaldo Azambuja iniziò a studiare Economia Aziendale presso l'Università Cattolica Dom Bosco, nella sua città natale, ma abbandonò nello stesso anno, nel 1982, sorpreso dalla morte del padre e spinto a rilevare l'azienda agricola di famiglia. Si è trasferito a Maracaju, nell'interno dello stato, dopo aver compiuto 18 anni, e ha sposato Fátima Silva un anno dopo la morte del padre. Reinaldo ha tre figli: Thiago, Rafael e Rodrigo.

## Traiettoria politica
Membro del PSDB, è stato eletto sindaco di Maracaju nel 1996, in competizione con Germano Francisco Bellan (PDT) e Luiz Gonzaga Prata Braga (PTB). Reinaldo è stato eletto per il suo primo mandato a Maracaju con il 44,03% dei voti validi. Reinaldo è stato anche rieletto nel 2000 con il 61,61% dell'elettorato, contro Albert Cruz Kuendig (PT), e gli è succeduto nel 2005 suo cugino, Maurílio Azambuja (PFL).
Nel 2006, è stato eletto deputato statale e ha ottenuto il maggior numero di voti nella storia del Mato Grosso do Sul, raggiungendo circa 47.772 voti. Nelle dispute del 2010 è stato eletto deputato federale per la coalizione Amor, Trabalho e Fé, con circa 122.213 voti validi.
Si candidò a Sindaco di Campo Grande nel 2012, ottenendo al primo turno 113.629 voti, pari al 25,43% dei voti validi, ma perse la corsa al secondo turno, che si svolse tra i candidati Giroto, del PMDB, e Alcides Bernal, dalla PP, quest'ultima risultata vincitrice nella corsa alla posizione.

## Primo governo (2015-2019)
Nelle elezioni del Mato Grosso do Sul nel 2014 si è candidato alla carica di governatore in lista con la consigliera di Campo Grande, Rose Modesto ( PSDB ). In corsa con l'ex sindaco di Campo Grande, Nelson Trad (PMDB) e l'allora senatore del PT, Delcídio Amaral . Azambuja ha concluso il primo turno al secondo posto, ribaltando la posizione ed essendo eletto governatore al secondo turno con il 55,34% dei voti contro il candidato Delcídio Amaral .

## Secondo governo (2019-2023)
Nelle elezioni statali del 2018, Reinaldo si è candidato alla rielezione a governatore dello stato. Come vice è stato nominato l'ex sindaco di Dourados ed ex vicegovernatore Murilo Zauith (DEM). Tra i concorrenti c'erano l'ex sindaco di Mundo Novo, Humberto Amaducci (PT), l'ex presidente dell'Assemblea Legislativa del Mato Grosso do Sul, Junior Mochi, e il giudice federale Odilon de Oliveira (PDT). Contro quest'ultima l'Azambuja si è qualificata al secondo turno, vincendo con il 52,35% dei voti.